# Lucas Bretón
Lucas Bretón Salcedo (Santiago de los Caballeros, 20 de noviembre de 2006) es un futbolista dominicano que juega como centrocampista. Actualmente juega en el equipo juvenil del Málaga Club de Fútbol de España. Es internacional absoluto con la selección nacional de República Dominicana.

## Trayectoria
Bretón inició su carrera en la academia juvenil del Cibao FC. Debutó profesionalmente en 2022 y permaneció en el club hasta finales de 2024, cuando anunció su salida mediante sus redes sociales. Durante su tiempo en el equipo naranja, disputó 51 partidos y anotó 2 goles en la Liga Dominicana de Fútbol y la Copa Caribeña de Clubes Concacaf.
En abril de 2025 se anunció su incorporación a la Academia del Málaga CF, donde sería inscrito con el equipo juvenil.

## Selección nacional
Bretón debutó con la selección absoluta de la República Dominicana el 26 de marzo de 2024 en un amistoso contra Perú.
También formó parte de las selecciones sub-17 y sub-20 de la República Dominicana, participando en los campeonatos juveniles de la Concacaf.

## Clubes
| Club                | País                 | Año       | Partidos | Goles |
| ------------------- | -------------------- | --------- | -------- | ----- |
| Cibao FC            | República Dominicana | 2022-2024 | 51       | 2     |
| Málaga CF Juvenil A | España               | 2025-     | 4        | 1     |

## Palmarés

### Títulos nacionales
| Título                    | Club     | País                 | Año  |
| ------------------------- | -------- | -------------------- | ---- |
| Liga Dominicana de Fútbol | Cibao FC | República Dominicana | 2022 |
| Liga Dominicana de Fútbol | Cibao FC | República Dominicana | 2023 |
| Liga Dominicana de Fútbol | Cibao FC | República Dominicana | 2024 |